# Eastern Beach
Eastern Beach är en strand i Australien. Den ligger i kommunen Greater Geelong och delstaten Victoria, omkring 64 kilometer sydväst om delstatshuvudstaden Melbourne. Genomsnittlig årsnederbörd är 744 millimeter. Den regnigaste månaden är juni, med i genomsnitt 113 mm nederbörd, och den torraste är januari, med 31 mm nederbörd.